# Charles Frazer
Charles Edward Frazer (ur. 2 stycznia 1880 w Yarrawonga, zm. 25 listopada 1913) – australijski polityk, członek Australijskiej Partii Pracy (ALP). W latach 1903–1913 poseł do Izby Reprezentantów, członek drugiego gabinetu Andrew Fishera.

## Życiorys

### Kariera zawodowa
Pochodził z farmerskiej rodziny z Wiktorii. Jako piętnastolatek wyjechał do Australii Zachodniej w związku z trwającą tam gorączką złota. Nie zajął się jednak poszukiwaniami, lecz został kolejarzem, początkowo pracującym na normalnych liniach, a później jako operator wewnętrznej kolejki w kopalni. Równocześnie był aktywny jako działacz związków zawodowych.

### Kariera polityczna
W listopadzie 1902 Frazer uzyskał mandat w radzie miejskiej Kalgoorlie, czym rozpoczął karierę polityczną. W grudniu 1903 z powodzeniem wystartował do parlamentu federalnego jako kandydat ALP w okręgu wyborczym Kalgoorlie. W kampanii wyborczej zaprezentował się górniczemu elektoratowi jako twardy zwolennik polityki Białej Australii, a dodatkowo „swój chłop”, nie stroniący od alkoholu, tytoniu i hazardu. Jako poseł szybko zdał sobie sprawę ze swoich wyraźnych braków w wykształceniu i był widywany na sali obrad parlamentu w trakcie lektury podręczników prawniczych.
Po zwycięstwie wyborczym ALP w 1910 decyzją swojego klubu parlamentarnego został wybrany w skład gabinetu. Miał wówczas zaledwie 30 lat, co do dziś daje mu pozycję jednego z najmłodszych ministrów federalnych w historii. Premier Andrew Fisher początkowo nie powierzył mu żadnego resortu, czyniąc go ministrem bez teki (w ówczesnej australijskiej terminologii „ministrem honorowym”). W praktyce był w tym okresie nieformalnym wiceministrem skarbu. W latach 1911–1913 zajmował stanowisko ministra poczty. Jest uznawany za pierwszego w historii Australii ministra, który w toku sprawowania obowiązków leciał samolotem.
Pięć miesięcy po przegranych przez ALP wyborach w 1913, w wyniku których znalazł się w opozycji, Frazer zapadł na ostre zapalenie płuc i zmarł po krótkiej chorobie w wieku 33 lat. Został pochowany na cmentarzu w Melbourne, będącym wówczas tymczasową stolicą Australii.